# 陳頤正
陳頤正（1531年—1614年），字觀甫，號白野，浙江寧波府慈谿縣人，民籍，明朝政治人物。

## 生平
嘉靖四十年（1561年）辛酉科浙江鄉試第三十一名舉人，四十一年（1562年）中式壬戌科會試第二百三十三名，三甲第五十名進士。授金壇縣知縣，調上蔡縣知縣，遷大理寺評事，升大理寺副、大理寺正，出為南雄府知府，萬曆八年（1580年）以卓異升雲南按察司副使，丁父憂，服闋，十三年（1585年）起為貴州按察司副使、兵備威清，十七年（1589年）升貴州布政使司左參政，播州楊應龍作亂，以妻病致仕歸里。

## 家族
曾祖陳倫；祖父陳鳳，縣主簿；父陳茂義，廣西布政使司左參政。母桂氏（封宜人）。重庆下。